# Embalse de Alcántara
El embalse José María Oriol-Alcántara II, más conocido como embalse de Alcántara, es un embalse artificial producido por la presa de Iberdrola del mismo nombre, situado en la provincia de Cáceres, en la Comunidad Autónoma de Extremadura, España y que se encuentra en el cauce del río Tajo.
La presa, finalizada en 1969, aunque inaugurada posteriormente, recibe el nombre, por una parte, de José María de Oriol y Urquijo, entonces presidente de la compañía que construyó esta obra, Hidroeléctrica Española, actualmente Iberdrola, propietaria de la instalación. Por otra parte, completa su nombre con el de Alcántara II, por encontrarse la presa en dicha localidad cacereña. Comúnmente se cita como Presa de Alcántara o Embalse de Alcántara, pero existe en el mismo municipio otra presa de abastecimiento que recibe el nombre de Presa de Alcántara I.
Regula gran parte del caudal del río Tajo, el más largo de la península ibérica. Aguas abajo de la presa de José Mª de Oriol y antes de entrar en Portugal se encuentran el embalse y la presa de Cedillo. En el momento de su construcción fue la segunda reserva más grande en Europa. Posteriormente fue superada por el embalse de La Serena, que se encuentra en la misma comunidad autónoma, Extremadura.
El famoso puente de Alcántara, de la época romana, se encuentra tan sólo a 600 metros corriente abajo, respecto de la presa.
Dentro del embalse está la isla de Cabeza Gorda.
La construcción de la presa obligó a rediseñar las distintas vías de comunicación de la zona, destacando la N-630. En esta carretera la actuación necesaria para evitar la inundación de la misma fue claramente desastrosa. Antes de la presa la carretera era ancha y discurría prácticamente recta por la zona, a excepción de unas pocas curvas en la parte sur. Tras la construcción, el rediseño transformó la carretera en una sucesión de curvas estrechas y cerradas, que durante 40 años se cobraron la vida de numerosas personas y que fueron un punto negro destacado de la carretera. Hasta 2006 no se abrió una autovía alternativa, si bien se sigue manteniendo abierta la "nueva" N-630 para tráfico local.

## Características

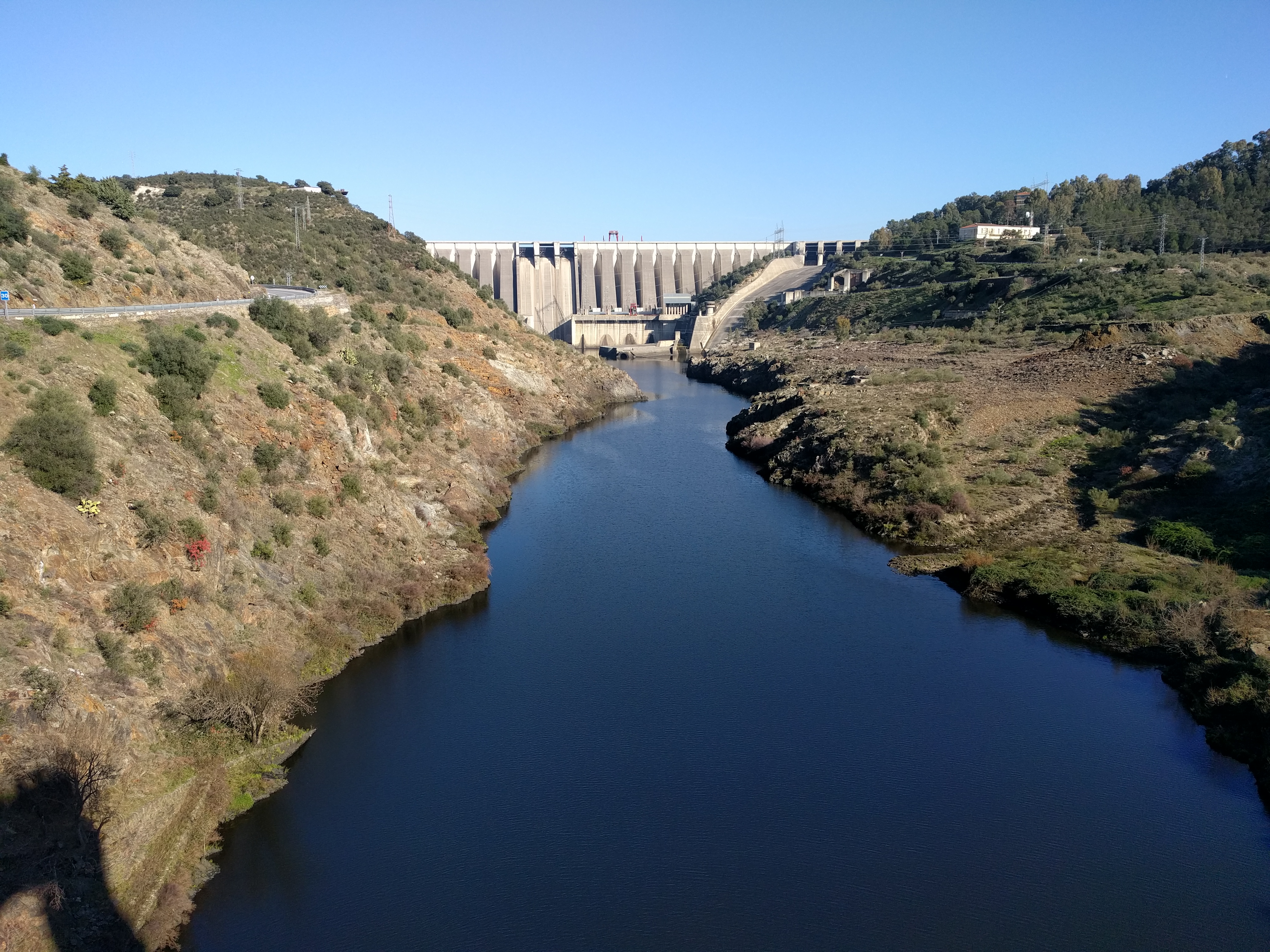
Presa de Alcántara y río Tajo, vistos desde el puente de Alcántara

Se trata de una presa para la generación de energía eléctrica, que cuenta con una central hidroeléctrica a pie de presa en la margen izquierda, con cuatro grupos y una potencia de 915 MW.
Cuenta con dos aliviaderos en superficie, uno central con tres vanos, con una capacidad de desagüe de 4000 metros cúbicos por segundo, y otro lateral en la margen izquierda, con una capacidad de 8000 m³/s. También existen otros dos desagües profundos.
El volumen de agua embalsada es de 3162 hm³ y una superficie inundada de 10 400 ha. El embalse tiene una longitud de 91 km y un nivel máximo de 218 metros sobre el nivel del mar (220 como nivel extraordinario).

## Consecuencias para la villa de Alcántara
Durante el proceso constructivo de la presa, la localidad de Alcántara vio aumentados su población y sus ingresos económicos. Entre otras acciones, se construyó un poblado para los trabajadores de Hidroeléctrica Española. Tras la finalización de los trabajos de construcción, la situación tuvo una regresión.

### Fundación San Benito de Alcántara
La compañía Hidroeléctrica Española adquirió en 1961 el Convento de San Benito de Alcántara para restaurarlo y situar en él la residencia de los ingenieros de la presa. La propiedad actual del edificio sigue siendo de la empresa Iberdrola, que desde 1985 estableció en el inmueble la Fundación San Benito de Alcántara, cuyo objetivo es el estudio y la investigación histórica y cultural, especialmente vinculado al turismo y al desarrollo social de Extremadura. La Fundación la constituyen, además, la Orden de Alcántara, el Ayuntamiento alcantarino, la Diputación Provincial de Cáceres y las Cámaras de Comercio e Industria de Cáceres y Badajoz.
Desde febrero de 1988, la Fundación otorga el Premio Internacional Puente de Alcántara, que premia cada dos años una obra pública del ámbito iberoamericano.

## Patrimonio afectado
Las aguas del embalse provocaron que, en unos casos, se desplazaran edificaciones que iban a quedar sumergidas, en otros que se construyeran unas nuevas que sustituyeran a las anteriores o, en el peor de los casos, que quedaran sumergidas irremediablemente.
- Puente Romano de Alconétar
- Castillo de Alconétar o de Floripes
- Ermita de Nuestra Señora del Río

## Central de bombeo
El Ministerio para la Transición Ecológica y el Reto Demográfico autorizó en 2024 un proyecto de Iberdrola para construir una central hidroeléctrica reversible en el embalse de Valdecañas, con una subvención de 45 millones de euros del Plan de Recuperación, Transformación y Resiliencia financiado por los fondos Next Generation EU de la Unión Europea.
Este tipo de instalación sirve para almacenar energía cuando hay un exceso de producción (por ejemplo, con renovables como el sol o el viento) y producirla cuando la demanda eléctrica es mayor. Se logra mediante el bombeo de agua entre dos embalses: en momentos de exceso energético, se bombea agua desde un embalse inferior a uno superior, y cuando se necesita energía, esa agua se deja caer para generar electricidad con turbinas.
La nueva central está planificada con una potencia total de 440 megavatios (MW), pudiendo generar 1000 GWh adicionales con el mismo volumen hídrico que se utiliza en la actualidad, evitando la emisión de unas 355 000 toneladas de CO2 al año.